# PIK-26
Die PIK-26 Mini-Sytky  ist ein Ultraleichtflugzeug des finnischen Konstrukteurs Kai Mellen im Polytechnischen Flugverein der Universität Aalto,  Polyteknikkojen ilmailukerho.

## Geschichte und Konstruktion
Die PIK-26 Mini-Sytky ist ein Tiefdecker mit nicht einziehbarem Spornradfahrwerk, der vom finnischen Flugzeugkonstrukteur Kai Mellen entworfen und vom Polyteknikkojen ilmailukerho gebaut wurde. Sein geringes Gewicht ermöglicht bei einem Verbrauch von nur 7 Litern Kraftstoff pro Stunde eine Reisegeschwindigkeit von 170 km/h. Die PIK-26 ist ein hauptsächlich aus Holz aufgebautes Selbstbauflugzeug. Das Flugzeug ist mit Birkensperrholz beplankt und die Holme bestehen aus Kiefernholz. Nur die Tragflächenrippen sind aus PVC-Schaum gefertigt. Die Bauzeit der PIK-26 beträgt etwa 2300 Stunden. Mehrere Flugzeuge dieses Typs wurden bereits gebaut und eingesetzt.

## Technische Daten
| Kenngröße             | Daten                                                        |
| --------------------- | ------------------------------------------------------------ |
| Besatzung             | 1                                                            |
| Länge                 | 4,33 m                                                       |
| Spannweite            | 5,24 m                                                       |
| Höhe                  | 1,22 m                                                       |
| Flügelfläche          | 6 m²                                                         |
| Flügelstreckung       | 4,6                                                          |
| Leermasse             | 144 kg                                                       |
| max. Startmasse       | 250 kg                                                       |
| Reisegeschwindigkeit  | 170 km/h                                                     |
| Höchstgeschwindigkeit | 200 km/h                                                     |
| Dienstgipfelhöhe      | 3300 m                                                       |
| Reichweite            | 450 km                                                       |
| Triebwerke            | 1 × 2-Zylinder-Motor Citroën Visa oder Mosler MMCB mit 26 kW |